# Giuseppe Bramieri
Giuseppe Bramieri (fl. XVI-XVII secolo) è stato un pittore italiano del manierismo, attivo a Piacenza tra la fine del XVI e l'inizio del XVII secolo.

## Biografia
Poco si sa della sua biografia e la sua produzione conosciuta è limitata a tre opere firmate:
- Madonna con Bambino e Santi Giovanni Battista e Bartolomeo, nella chiesa parrocchiale di Gambaro a Piacenza
- Madonna e due santi, in Chiesa dei Santi Severino e Sossio a Napoli
- Martirio di San Lorenzo nella Basilica di San Francesco a Piacenza.[1]

Le sue opere sembrano rigide e influenzate da Gian Paolo Lomazzo, Michelangelo o Denis Calvaert.